# Han-shan

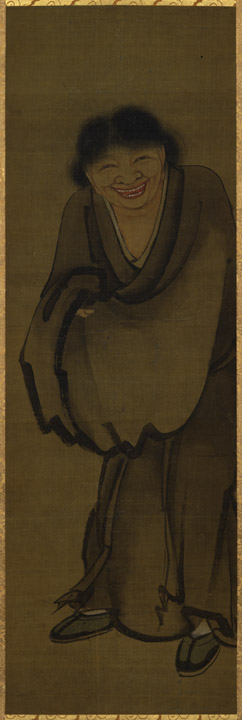
Han-shan.

Han-shan (kinesiska: 寒山; pinyin: Hánshān; ordagrant: "Kalla berget"), fl. sannolikt inom 600-talet till 800-talet, var en poet i Tangdynastins Kina. Han-shan tog sitt diktarnamn från platsen där han levde, där han-shan betyder kalla berget. Utöver platsen representerar han-shan även ett sinnestillstånd och en djupare förståelse av verkligheten. Han levde som en eremit i Tiantai-bergen i östra Kina söder om staden Hangzhou. Han besökte ibland Guoqing-templet där hans vän Shi-de arbetade i köket.
| ”          | På Kalla Berget finns ett hus, därinne finns inget som stänger in och skärmar av. Dörrarna leder från höger till vänster, i stora salen tittar himlen in. Rum efter rum alla tomma och vita, [...] I mitten finns intet, och de giriga håller sig borta. När kylan kommer håller jag en liten eld vid liv. När hungern kommer kokar jag mina örter. [...] | „ |
| – Han-shan | |   |

## Bakgrund
Huruvida Han-shan var en eller flera personer, samt när han levde, är ett omtvistat ämne än idag. Samtidigt finns det en generell konsensus bland akademiker att Han-shan levde under Tangdynastin. Akademiker har försökt utröna ett mer exakt datum, bland annat genom att utgå från ett klassiskt förord av Lüqiu Yin (kinesiska: 閭丘胤; pinyin: Lǘqiū yìn; Wade–Giles: Lu Ch'iu-Yin). Lüqiu Yin menade på att Han-shans dikter sammanställdes av munken Daoqiao som kopierade de dikter som Han-shan hade skrivit på väggar, stenar och träd. Den erkända akademikern Yu Jiaxiu spårade Lüqiu Yin till att eventuellt vara en byråkrat som levde under den första hälften av 600-talet, men avvisar senare hela förordet som icke-autentiskt på grund av att ortnamnen där Lüqiu Yin ska ha verkat inte stämde överens med tidsperioden. Av andra skäl avvisas förordet även av andra akademiker.
Andra försök att klargöra när Han-shan levde har gjorts genom att analysera Han-shans diktande. Lingvisten Edwin G. Pulleyblank delar upp Han-shans dikter i två perioder, där den första halvan härleds till tidigt 600-tal medan den andra halvan härleds till helt andra poeter på 800-talet. Innehållet i den andra halvan ses även vara mer konsekvent buddhistisk än den första, även om sinologen Paul Rouzer pekar på att det även i den första halvan återfinns buddhistiska teman som blev vanligare först något århundrade senare.
Även om det inte finns ett klart och tydligt svar att ge så ser majoriteten av akademiker ändock att Han-shans dikter mest troligen sammanställdes under 700- och 800-talen.
I hans poesi framgår också tydligt ett missnöje med den rådande politiska ordningen och en viss personlig bitterhet. Han var uppenbarligen en högt skolad man från en välbärgad familj, som lämnat ett privilegierat liv och en familj med en hustru och en son bakom sig för att leva sitt liv som en förtryckt eremit i bergen. Man vet vidare att hans ena ben var skadat. Eventuellt efter en ridolycka, och att han på grund av detta hade vissa svårigheter med att gå.
Varför tog han sin tillflykt till bergen, och varför är hans identitet väl dold, när de allra flesta övriga poeters och statsmäns liv i Kinas långa historia är väldokumenterade? Den mycket troliga förklaringen är att han ville dölja sin identitet. Myten om Han-shan och det som gjort honom till en zenbuddhistisk och daoistisk ikon och kultfigur har bara växt genom hemligheten kring hans identitet. När man analyserar innehållet i samtliga de drygt 300 av Han-shans dikter som finns bevarade kan man konstatera att han under sitt liv före eremitstadiet varit en skolad man som arbetat inom administrationen. Troligen med skatteuppbörd eller folkbokföring.
Av alla som forskat kring Han-shan är Red Pine (pseudonym för Bill Porter) den som kommit fram med den trovärdigaste hypotesen kring Han-shans identitet. Hans slutsats är att Han-shan föddes i staden Hantan på Gula flodens slättland omkring år 730. Enligt Red Pine flydde Han-shan till Tiantai-bergen kring 760 av politiska skäl där han levde där som eremit och hjälpreda i Guoqing-templets kök. Detta tills när han en bra bit över hundra år gammal försvinner omkring år 850.
Den mest omvälvande händelsen i Tangdynastins Kina var utan tvekan An Lushan-upproret. An Lushan var en framgångsrik general som gjorde uppror mot kejsardömet. År 755 driver An Lushan bort kejsar Tang Xuanzong från huvudstaden Luoyang och utropar sig själv till härskare. Många av Tang-kejsarens ämbetsmän erbjuder vid det tillfället sina tjänster åt den nya härskaren. När de kejserliga trupperna återintar Luoyang 757 benådas alla ämbetsmän utom de som innehaft de högsta ämbetena. Om Han-shan gömde sig i bergen av politiska skäl finns ingen annan historisk händelse som passar in så väl som detta uppror. Han-shan kan ha varit underställd någon av de högsta ämbetsmännen som inte fick amnesti när Tang-dynastins makt återupprättades i Luoyang. Som en följd av detta fruktade han för sitt liv och flydde upp i Tiantai-bergen. Hemlighetsmakeriet kring hans identitet berodde på rädsla för att fängslas av kejsarens säkerhetstjänst. An Lushan själv dödas år 763 i en härva av intriger som hans egen son låg bakom.
Han-shan kom att lämna en privilegierad position i det kejserliga samhället för att leva ett liv i harmoni med naturen i Tiantai-bergen i östra Kina. Bostaden var en grotta i bergen, vilken finns bevarad än idag, och han kom ofta ner till Guoqing-templet där han hjälpte sin vän Shi-de med köksarbetet. Han var klädd i en hatt av björknäver, med stora träskor och en lappad rock. Han hade vidare en vandringsstav och uppträdde som om han vore förtryckt eller tokig. Han skrev sina dikter på klippor, husväggar, stenar och träd.

## Han-shans betydelse idag
Han-shan har alltid varit folkkär i Kina och i många hem har man haft en liten bild av Han-shan vid sitt så kallade husaltare. Inom den zenbuddhistiska traditionen har många poeter och framför allt konstnärer inspirerats av Han-shan. I västvärlden blev Han-shan känd när den amerikanske författaren Jack Kerouac år 1958 tillägnade honom nyckelromanen Dharmagänget. Han-shans poesi har tolkats till engelska av flera författare. Mest känd är Gary Snyder, eller Japhy Ryder som han kallas i Kerouacs roman. Andra som tolkat Han-shan är Bill Porter (Red Pine), Burton Watson och John Henricks. Ett urval av Han-shans dikter har senast tolkats till svenska av Bo Ranman. Andra värda att omnämna är sinologerna Göran Sommardal och Lars Bergquist.

## Han-shan på svenska
- 8 dikter. Tolkning Göran Sommardal (Lyrikvännen, 2/1976)
- Skuggspel, klara vatten. Tolkning Lars Bergquist (Norstedts, 1990)
- Kalla Bergets Poesi. Tolkning Bo Ranman (Fri Press, 2008)

## Fotnoter
1. 1 2 3 4 5  Rouzer, Paul F. (2015). On cold mountain : a Buddhist reading of the Hanshan poems. ISBN 978-0-295-80613-6. OCLC 928626586. https://www.worldcat.org/oclc/928626586. Läst 14 juli 2021
2. ↑  Dikt tolkad av Göran Sommardal. Lyrikvännen 2/1976.
3. ↑  Pulleyblank, Edward G. (1978). Ronald C. Miao. red. Linguistic Evidence for the Date of Hanshan in Studies in chinese poetry and poetics. San Francisco: Chinese Materials Center. sid. 163-195
4. ↑  Hanshan, active (2000). The collected songs of Cold Mountain (Revised and expanded). ISBN 1-55659-140-3. OCLC 44578715. https://www.worldcat.org/oclc/44578715. Läst 14 juli 2021